# Franc Schaubach
Franc Schaubach (3 december 1881, Draschitz (sl.: Drašče) bij Hohenthurn (sl.: Straja vas) - 6 augustus 1954, Črnomelj) was een Sloveens jurist en politicus.
Schaubach ging naar school in Villach, waarna hij rechten studeerde in Wenen. In 1910 werd Franc Schaubach rechter in Črnomelj. Bij het uiteenvallen van de Oostenrijkse dubbelmonarchie werd Schaubach vicevoorzitter van de Nationale Raad in Črnomelj en afgevaardigde in het tijdelijke Sloveense parlement van de nieuwe Staat van Slovenen, Kroaten en Serven. In 1919-1920 werkte hij als jurist in Ferlach en wierf actief voor toetreding van Karinthië tot Joegoslavië. Nadat het Karinthisch plebisciet in 1920 eindigde trok Schaubach naar Maribor, waar hij wederom als rechter werkte.
Als lid van de Sloveense Volkspartij bekleedde Schaubach het ambt van burgemeester in Maribor (1927-1929). Van 1938 tot 1941 was hij lid van de senaat van de Dravabanaat. In april 1941, de maand waarin Duitsland en Italië Joegoslavië binnenvielen, gaf Schaubach zijn functies op en trok zich terug in Črnomelj.